# Gillian Armstrong
Gillian May Armstrong (Melbourne, 18 de desembre de 1950) és una directora de cinema i de documentals australiana.

## Biografia
Nascuda a Melbourne, Victòria (Austràlia), Gillian Armstrong va créixer en el suburbi de Mitcham. Es va graduar al Swinburne Technical College el 1968, on va estudiar disseny de vestuari per al teatre i realització de cinema. El 1972 va entrar, i després s'hi va graduar, a l'Australian Film Television and Radio School. Tres anys més tard va dirigir dos curts: The Singer And The Dancer i Smokes and Lollies (1975).
El seu primer llargmetratge, My Brilliant Career (1979), una adaptació de la novel·la de Miles Franklin del mateix títol, va ser el primer llarg australià dirigit per una dona. Armstrong va rebre sis premis el 1979 de l'Australian Film Institute Awards, incloent-hi el de millor director. Després de l'èxit de My Brilliant Career, que va ser nominada per l'Oscar al millor vestuari, Armstrong va dirigir el musical australià Starstruck (1981).
Des d'aleshores, Armstrong s'ha especialitzat en drames. Va aconseguir el seu més gran èxit a Hollywood el 1994 amb l'adaptació de Donetes, protagonitzada per Winona Ryder i Susan Sarandon, seguida de pel·lícules com Oscar and Lucinda (1997) i Charlotte Gray (2001).

## Filmografia
| Any  | Títol                                                     | Tipus      | Notes                          |
| ---- | --------------------------------------------------------- | ---------- | ------------------------------ |
| 1970 | Old Man and Dog                                           | curt       |                                |
| 1970 | Smokes and Lollies                                        | documental |                                |
| 1971 | Roof Needs Mowing                                         | curt       |                                |
| 1973 | Satdee Night                                              | curt       | també guió                     |
| 1973 | One Hundred a Day                                         | curt       | també guió                     |
| 1973 | Gretel                                                    | curt       | també guió                     |
| 1975 | The Singer and the Dancer                                 | curt       | també coguionista i productora |
| 1979 | My Brilliant Career                                       |            |                                |
| 1980 | Touch Wood                                                | documental |                                |
| 1980 | Fourteen's Good, Eighteen's Better                        | documental | també productora               |
| 1982 | Starstruck                                                |            |                                |
| 1983 | Having a Go                                               | documental |                                |
| 1984 | Mrs. Soffel                                               |            |                                |
| 1986 | Hard to Handle                                            | documental |                                |
| 1987 | High Tide                                                 |            |                                |
| 1988 | Bingo, Bridesmaids & Braces                               | documental |                                |
| 1991 | Fires Within                                              |            |                                |
| 1992 | The Last Days of Chez Nous                                |            |                                |
| 1994 | Donetes (Little Women)                                    |            |                                |
| 1996 | Not Fourteen Again                                        | documental | també guionista i productora   |
| 1997 | Oscar and Lucinda                                         |            |                                |
| 2001 | Charlotte Gray                                            |            |                                |
| 2005 | Unfolding Florence: The Many Lives of Florence Broadhurst | documental |                                |
| 2008 | Death Defying Acts                                        |            |                                |
| 2009 | Love, Lust & Lies                                         |            |                                |